# Двадцать первая поправка к Конституции США

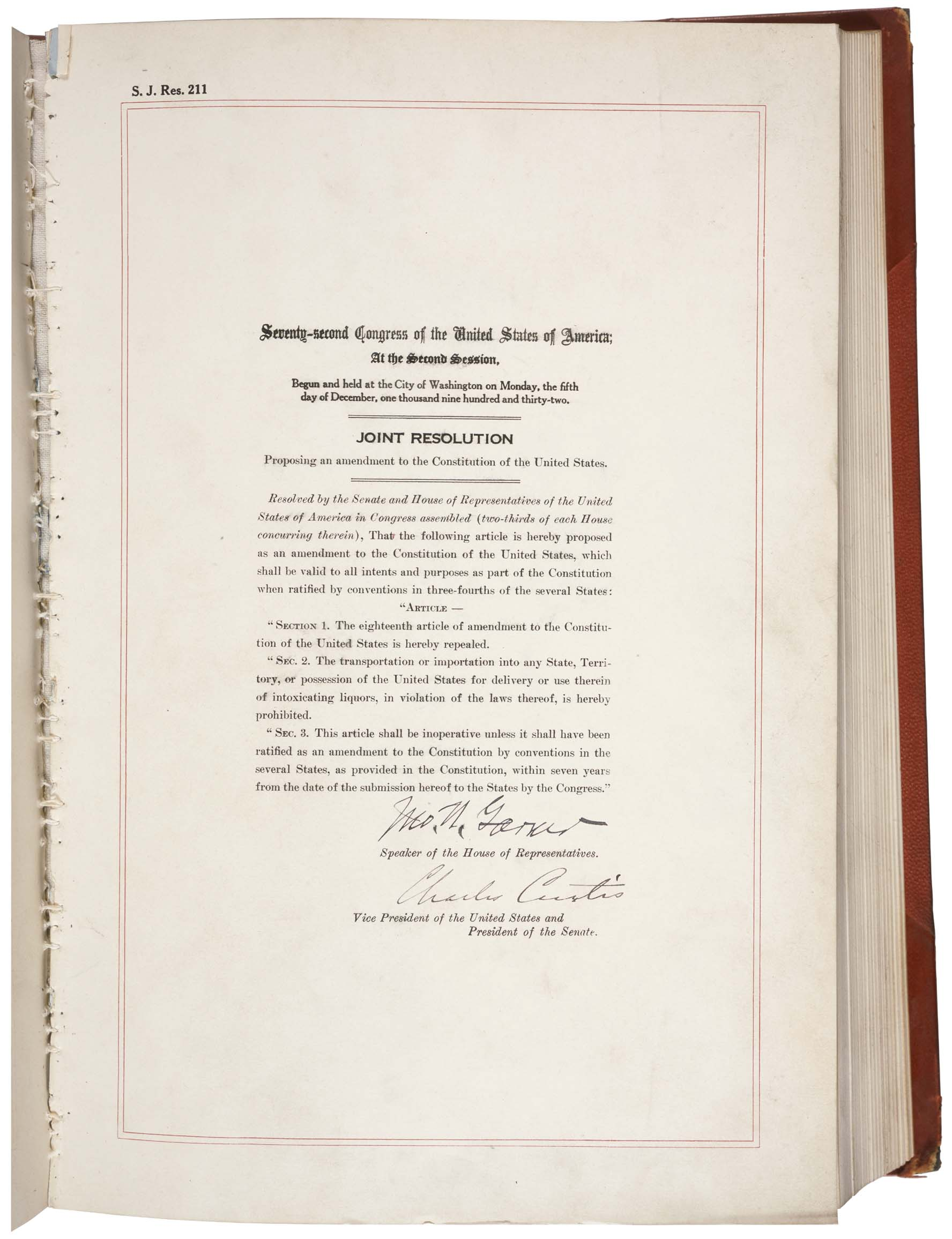
Двадцать первая поправка к Конституции США в Национальных архивах

Двадцать первая поправка к Конституции США отменяет ранее принятую Восемнадцатую поправку («Сухой закон»), при этом допуская ограничения на оборот алкоголя на уровне штатов. Вступила в силу 5 декабря 1933 года.
Эта ситуация является единственным в истории США случаем, когда внесённая в конституцию поправка отменяла ранее внесённую поправку.

## Текст
Раздел 1. Восемнадцатая статья поправок к Конституции Соединенных Штатов настоящим отменяется.
Раздел 2. Перевозка или ввоз в какой-либо штат, на какую-либо территорию или в какое-либо владение Соединенных Штатов для доставки либо потребления алкогольных напитков в нарушение законов, действующих в них, настоящим запрещается.

Раздел 3. Настоящая статья не вступает в силу, пока она не будет ратифицирована в качестве Поправки к Конституции конвентами отдельных штатов  в  соответствии с положениями Конституции в течение семи лет после того, как Конгресс представит ее штатам.